# Szemu’el Waknin
Szemu’el Waknin, Sam Waknin (hebr. ‏שמואל וקנין‎, ang.  Samuel Vaknin, ur. 21 kwietnia 1961 w Kirjat Jam) – izraelski publicysta. Jest autorem książki pt. Malignant Self Love: Narcissism Revisited (2001), był redaktorem naczelnym nieistniejącej już strony internetowej Global Politician, i ma prywatną stronę internetową poświęconą narcystycznemu zaburzeniu osobowości. Zaproponował również teorię dotyczącą chrononów i asymetrii czasu.

## Życiorys
Urodził się w Kirjat Jam, jako najstarszy z pięciorga dzieci w rodzinie sefardyjskich imigrantów. Matka pochodziła z Turcji i, według jego własnej opinii, mogła być narcyzem. Jego ojciec, robotnik budowlany, pochodził z Maroka. Opisując swoje trudne dzieciństwo, Waknin podkreśla, że jego rodzice „nie byli przygotowani do wychowywania dzieci, a już szczególnie do radzenia sobie z dzieckiem wybitnie uzdolnionym”.
W latach 1979–1982 służył w Siłach Obronnych Izraela. W latach 1980–1983 założył sieć skomputeryzowanych kiosków informacyjnych w Tel-Awiwie, a w 1982 roku pracował w Nessim D. Gaon Group w Genewie, Paryżu i Nowym Jorku. W połowie lat 80. zaczął sobie powoli zdawać sprawę ze swoich trudności w relacjach z narzeczoną oraz z tego, że miewał spore wahania nastroju. W 1985 roku zwrócił się o pomoc do psychiatry, który zdiagnozował u niego narcystyczne zaburzenie osobowości (ang. NPD). W owym czasie Waknin nie zaakceptował tej diagnozy. W latach 1986–1987 był dyrektorem generalnym IPE Ltd. w Londynie. Następnie przeniósł się z powrotem do Izraela, gdzie został dyrektorem izraelskiej firmy inwestycyjnej, Mikbac Teszu’a. Był również przełożonym kapituły Akademii Zjednoczenia Kościoła Profesorskiego na rzecz Światowego pokoju.
W 1995 roku w Izraelu, wraz z Nissimem Awiozem i Dowem Landau, Waknin został skazany za trzy akty oszustwa związane z inwestycjami giełdowymi. Kara wynosiła 18 miesięcy więzienia oraz grzywnę w wysokości 50 000 szekli (około 14 000 dolarów amerykańskich), podczas gdy firma została ukarana grzywną 100 000 szekli. W roku 1996, chcąc skorzystać z propozycji zwolnienia warunkowego, zgodził się na badanie psychiatryczne. Badanie to wykazało u niego liczne rodzaje zaburzeń osobowości. Jak wspomina: „stwierdzono u mnie schizoidalną osobowość borderline, ale dominowało narcystyczne zaburzenie osobowości.” Tym razem przyjął do wiadomości diagnozę, bo jak sam napisał: „ulżyło mi, kiedy dowiedziałem się co mi jest”.
Rozpoczynając nowy etap w życiu, Waknin przeprowadził się do Skopje w Macedonii, gdzie ożenił się z Macedonką, Lidiją Rangelovską. W 1997 roku wspólnie z żoną założył wydawnictwo Narcissus Publications, za pośrednictwem którego publikuje swoje prace. Pomiędzy rokiem 2001 a 2003 pracował na stanowisku starszego korespondenta biznesowego w agencji prasowej United Press International. Pisał również dla Central Europe Review  o problemach politycznych na Bałkanach, a także dla Middle East Times. Pracował jako doradca macedońskiego ministra finansów. Funkcję tę przestał sprawować kilka tygodni przed macedońskimi wyborami we wrześniu 2002 roku. Regularnie pisuje dla innych wydawnictw, takich jak International Analyst Network, oraz internetowego pisma American Chronicle.
Był profesorem wizytującym Południowego Uniwersytetu Federalnego w obwodzie rostowskim w Rosji, gdzie w roku 2017 prowadził cykl wykładów na temat teorii osobowości w psychologii.

## Praca publicystyczna i wywiady

### Praca nad teorią chrononów i asymetrii czasu
W roku 1982, w swojej rozprawie doktorskiej zatytułowanej: Time Asymmetry Revisited, zaproponował model czasu skwantowanego. Praca ta została opublikowana przez wydawnictwo uniwersytetu California Miramar University. Waknin postuluje w niej istnienie cząstek zwanych chrononami. W proponowanej teorii, czas jest wynikiem interakcji chrononów, podobnie jak inne siły w przyrodzie są wynikiem interakcji innych cząstek. Waknin postuluje istnienie różnych kwarków czasu (górny, dolny, kolory itp.), których właściwości wzajemnie się znoszą, czego wynikiem jest strzałka czasu (asymetria czasu). Postulowana cząstka (chronon) stanowi nie tylko idealny zegar, lecz również jest nośnikiem czasu. Jest to zależność podobna do relacji między bozonami Higgsa a masą. Innymi słowy, to, co nazywamy „czasem”, jest interakcją między chrononami w pewnym polu. Chronony wymieniają między sobą cząsteczkę, a tym samym wywierają pewną siłę. „Zdarzenia” są zaburzeniami w Polu Czasu i różnią się od interakcji chrononów. Interakcje chrononów (wymiana cząsteczek) w Polu Czasu tworzą „czas” oraz „asymetrię czasu” w taki sposób, w jaki je obserwujemy.

### Poglądy na narcyzm
Udziela się szeroko w internecie, pisząc o narcyzmie i psychopatii. Jego poglądy są publikowane w różnych mediach.
Jego zdaniem, narcyzi (osoby z narcystycznym zaburzeniem osobowości) to osoby, które utraciły swoje „prawdziwe ja”, jądro osobowości, i zastąpili je manią wielkości, „fałszywym ja”. Dlatego też uważa on, że osoby z narcystycznym zaburzeniem osobowości nie mogą zostać wyleczone, ponieważ nie funkcjonują one jako realne osoby, a jedynie jako własne odbicia: Fałszywe Ja (ang. False Self) zastępuje narcyzowi Prawdziwe Ja (ang. True Self) i powstało u niego po to, aby ochronić samego siebie przed bólem i narcystycznym zranieniem poprzez przypisywanie sobie samemu wszechmocy, wszechwładzy i wszechwiedzy... Narcyz udaje, że jego Fałszywe Ja jest rzeczywistością i wymaga, aby inni potwierdzali jego wymysł, podczas gdy on sam ukrywa prawdę o swojej niedoskonałości w tajemnicy przed innym. Waknin rozszerza koncepcję zaspokojenia narcystycznego (ang. narcissistic supply) i wprowadza koncepcję głównego zaspokojenia (ang. primary narcissistic supply) i zaspokojenia drugorzędnego (ang. secondary narcissistic supply). Wprowadza też rozróżnienie pomiędzy narcyzem intelektualnym (ang. cerebral narcissist) i somatycznym (ang. somatic narcissist); pragnąc otrzymać narcystyczne zaspokojenie, pierwszy z nich używa swojego umysłu, natomiast drugi swojego ciała. Waknin uważa siebie za narcyza intelektualnego. Osoby współuzależnione od narcyza nazywa „odwrotnymi narcyzami” (ang. inverted narcissist). „Stanowią oni dla narcyza służalczo-spolegliwą, nie zagrażającą mu publiczność... doskonałe tło”. Waknin uważa, że nieproporcjonalnie duża liczba patologicznych narcyzów działa w najbardziej wpływowych warstwach społeczeństwa, takich jak medycyna, finanse i polityka.

### Udział w filmach
W 2007 roku pojawił się w odcinku „Egomania” emitowanego na brytyjskim kanale Channel 4 serialu dokumentalnego Mania. W 2009 roku był bohaterem australijskiego filmu dokumentalnego, Ja, psychopata, w reżyserii Iana Walkera. W filmie tym, Waknin przeszedł test psychologiczny, z którego wynikało, że opierając się na Hare Psychopathy Checklist, spełnia on kryteria psychopatii, jednak nie spełnia kryteriów narcyzmu.
W 2016 roku pojawił się w filmie How Narcissists Took Over the World („W jaki sposób narcyzi opanowali świat”), wyprodukowanego przez Vice Media.

## Publikacje
- Requesting my Loved One (Bakasha me-Isha Ahuva), opublikowany w Yedioth Aharonot Miskal, Tel-Aviv, 1997
- (wraz z: Nikola Gruevski) Macedonian Economy on a Crossroads. Skopje, NIP Noval Literatura, 1998. ISBN 9989-610-01-0
- Malignant Self Love: Narcissism Revisited. Narcissus Publications, Prague, 1999. ISBN 978-80-238-3384-3
- After the Rain: How the West Lost the East. Narcissus Publications, we współpracy z: Central Europe Review/CEENMI, 2000. ISBN 80-238-5173-X